# ALX3
ALX3 (англ. ALX homeobox 3) – білок, який кодується однойменним геном, розташованим у людей на короткому плечі 1-ї хромосоми.  Довжина поліпептидного ланцюга білка становить 343 амінокислот, а молекулярна маса — 36 935.
| 10         |  | 20         |  | 30         |  | 40         |  | 50         |
| ---------- |  | ---------- |  | ---------- |  | ---------- |  | ---------- |
| MDPEHCAPFR |  | VGPAPGPYVA |  | SGDEPPGPQG |  | TPAAAPHLHP |  | APPRGPRLTR |
| FPACGPLEPY |  | LPEPAKPPAK |  | YLQDLGPGPA |  | LNGGHFYEGP |  | AEAEEKTSKA |
| ASFPQLPLDC |  | RGGPRDGPSN |  | LQGSPGPCLA |  | SLHLPLSPGL |  | PDSMELAKNK |
| SKKRRNRTTF |  | STFQLEELEK |  | VFQKTHYPDV |  | YAREQLALRT |  | DLTEARVQVW |
| FQNRRAKWRK |  | RERYGKIQEG |  | RNPFTAAYDI |  | SVLPRTDSHP |  | QLQNSLWASP |
| GSGSPGGPCL |  | VSPEGIPSPC |  | MSPYSHPHGS |  | VAGFMGVPAP |  | SAAHPGIYSI |
| HGFPPTLGGH |  | SFEPSSDGDY |  | KSPSLVSLRV |  | KPKEPPGLLN |  | WTT        |

A: Аланін

C: Цистеїн

D: Аспарагінова кислота

E: Глутамінова кислота

F: Фенілаланін

G: Гліцин

H: Гістидин

I: Ізолейцин

K: Лізин

L: Лейцин

M: Метіонін

N: Аспарагін

P: Пролін

Q: Глутамін

R: Аргінін

S: Серин

T: Треонін

V: Валін

W: Триптофан

Кодований геном білок за функцією належить до білків розвитку. 
Задіяний у таких біологічних процесах як транскрипція, регуляція транскрипції, поліморфізм. 
Білок має сайт для зв'язування з ДНК. 
Локалізований у ядрі.